# Wielmucie
Wielmucie (biał. Вельмуты; ros. Вельмуты) − wieś na Białorusi, w obwodzie grodzieńskim, w rejonie oszmiańskim, w sielsowiecie Grodzie.

## Historia
W czasach zaborów w gminie Polany, w powiecie oszmiańskim, w guberni wileńskiej Imperium Rosyjskiego.
W latach 1921–1945 zaścianek leżał w Polsce, w województwie wileńskim, w powiecie oszmiańskim, w gminie Polany.
W 1931 wieś w 4 domach zamieszkiwało 31 osób.
Wierni należeli do parafii rzymskokatolickiej w Murowanej Oszmiance. Miejscowość podlegała pod Sąd Grodzki w Oszmianie i Okręgowy w Wilnie; właściwy urząd pocztowy mieścił się w Murowanej Oszmiance.
Po II wojnie światowej w granicach Związku Sowieckiego. Do 1978 w sielsowiecie Murowana Oszmianka. Do 1988 roku w sielsowiecie Polany. Od 1991 w niepodległej Białorusi.